# Stewart SF02
Chronologie des modèles (1998)
Stewart SF01 Stewart SF-3
La Stewart SF02 est la monoplace de Formule 1 engagée par l'écurie britannique Stewart Grand Prix lors de la saison 1998 de Formule 1. Elle est pilotée par le Brésilien Rubens Barrichello et le Danois Jan Magnussen, remplacé par le Néerlandais Jos Verstappen à la mi-saison. La SF02 est équipée d'un moteur Ford-Cosworth, comme l'année précédente.

## Historique

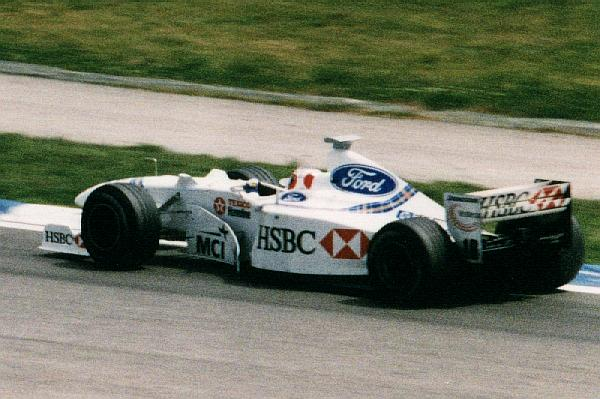
Rubens Barrichello à bord de la Stewart SF02 lors du Grand Prix d'Espagne 1998.

L'écurie britannique fait quelques progrès par rapport à la saison précédente, les problèmes de fiabilité ayant été en partie résolus. Cependant, la boîte de vitesses de la SF02 est la cause de la plupart des abandons en course. Les pilotes Stewart marquent des points à trois reprises : lors du Grand Prix d'Espagne, où Rubens Barrichello termine cinquième et au Grand Prix du Canada où Barrichello et Jan Magnussen terminent respectivement cinquième et sixième alors que le pilote danois était parti de la vingtième place.
Au Grand Prix suivant, il est remplacé par Jos Verstappen jusqu’à la fin de la saison mais le Néerlandais ne marque aucun point, sa meilleure performance étant une douzième place au Grand Prix de France. Les relations entre Verstappen et Jackie Stewart se dégradent en fin de saison et le Néerlandais n'est pas reconduit pour la saison suivante où il est remplacé par Johnny Herbert.
À la fin de la saison, Stewart Grand Prix termine huitième du championnat des constructeurs avec cinq points.

## Résultats en championnat du monde de Formule 1

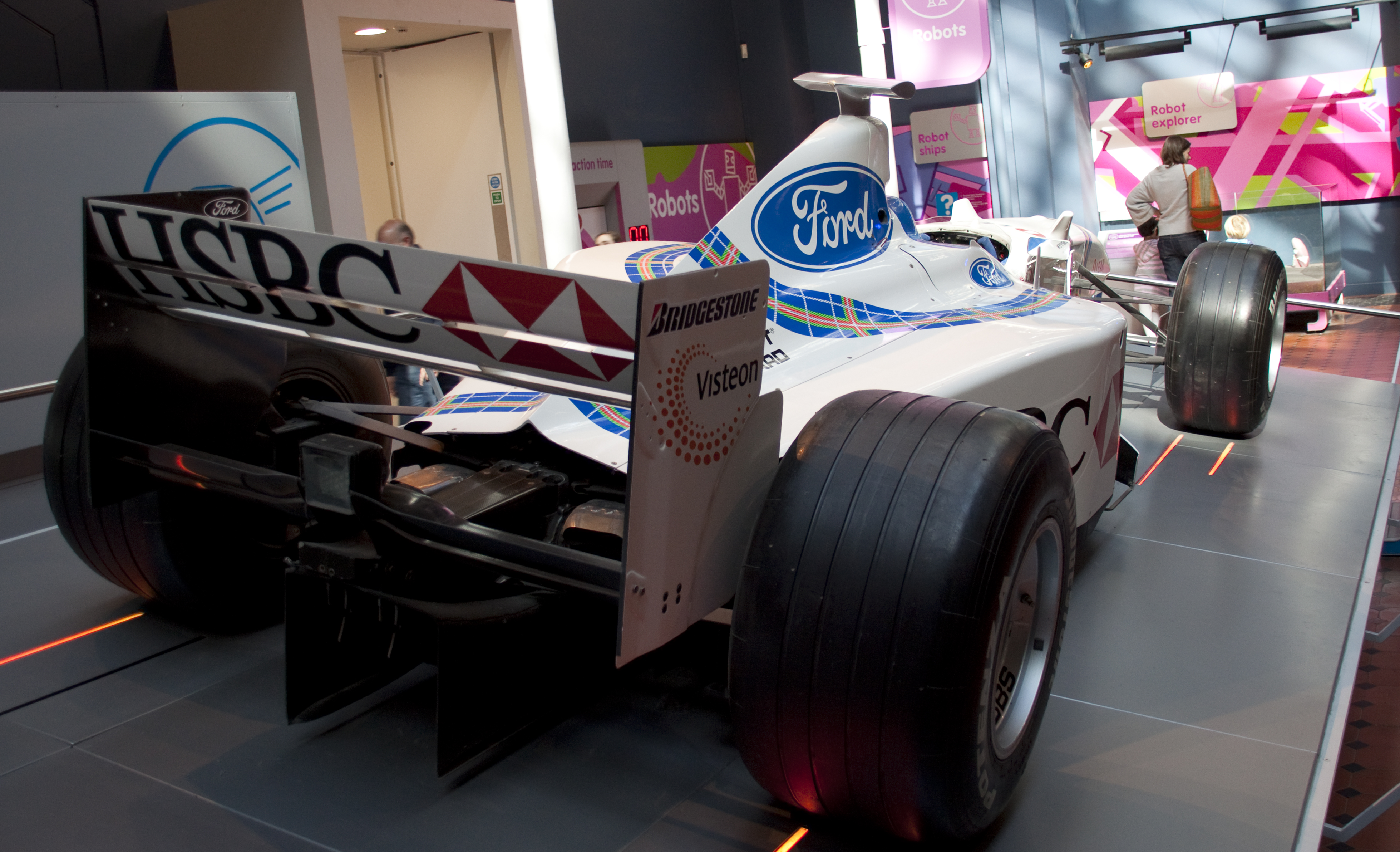
Vue arrière de la Stewart SF02

| Saison | Écurie            | Moteur                       | Pneus       | Pilotes            | Courses | Courses | Courses | Courses | Courses | Courses | Courses | Courses | Courses | Courses | Courses | Courses | Courses | Courses | Courses | Courses | Points inscrits | Classement |
| Saison | Écurie            | Moteur                       | Pneus       | Pilotes            | 1       | 2       | 3       | 4       | 5       | 6       | 7       | 8       | 9       | 10      | 11      | 12      | 13      | 14      | 15      | 16      | Points inscrits | Classement |
| ------ | ----------------- | ---------------------------- | ----------- | ------------------ | ------- | ------- | ------- | ------- | ------- | ------- | ------- | ------- | ------- | ------- | ------- | ------- | ------- | ------- | ------- | ------- | --------------- | ---------- |
| 1998   | HSBC Stewart Ford | Ford-Cosworth VJ Zetec-R V10 | Bridgestone |                    | AUS     | BRÉ     | ARG     | SMR     | ESP     | MON     | CAN     | FRA     | GBR     | AUT     | ALL     | HON     | BEL     | ITA     | LUX     | JAP     | 5               | 8e         |
| 1998   | HSBC Stewart Ford | Ford-Cosworth VJ Zetec-R V10 | Bridgestone | Rubens Barrichello | Abd     | Abd     | 10e     | Abd     | 5e      | Abd     | 5e      | 10e     | Abd     | Abd     | Abd     | Abd     | Abd     | 10e     | 11e     | Abd     | 5               | 8e         |
| 1998   | HSBC Stewart Ford | Ford-Cosworth VJ Zetec-R V10 | Bridgestone | Jan Magnussen      | Abd     | 10e     | Abd     | Abd     | 12e     | Abd     | 6e      |         |         |         |         |         |         |         |         |         | 5               | 8e         |
| 1998   | HSBC Stewart Ford | Ford-Cosworth VJ Zetec-R V10 | Bridgestone | Jos Verstappen     |         |         |         |         |         |         |         | 12e     | Abd     | Abd     | Abd     | 13e     | Abd     | Abd     | 13e     | Abd     | 5               | 8e         |

Légende : ici 